# Santa Tereza do Oeste
Santa Tereza do Oeste é um município brasileiro localizado na Região Metropolitana de Cascavel, no Oeste do estado do Paraná. De acordo com o censo de 2022, sua população é de 13,174 habitantes.
Antes da emancipação política, foi um distrito de Cascavel, denominado Santa Tereza.
A distância rodoviária até a capital do estado é de 535 quilômetros.

## Histórico
A história de Santa Tereza do Oeste é semelhante aos demais municípios do Oeste do Paraná, iniciando-se com o ciclo da madeira, seguindo pela agropecuária e, finalmente, a industrialização.
É um grande produtor de grãos, destacando-se soja e milho, contando também com atividade pecuária, principalmente criação de suínos e aves.
Sua emancipação ocorreu em 1º de janeiro de 1990, por meio da Lei Estadual n° 9008, de 12 de junho de 1989, desmembrando-se dos municípios de Cascavel e Toledo.

## Geografia

### Clima
Apresenta clima mesotérmico, do tipo subtropical úmido, com verões quentes apresentando tendência de concentração das chuvas (temperatura média superior a 22 °C), invernos com geadas pouco frequentes (temperatura média inferior a 18 °C), sem estação seca definida.

## Características
Sua principal rodovia é a BR-277, hoje privatizada, que corta o estado do Paraná no sentido Leste-Oeste, de Paranaguá a Foz do Iguaçu. Também passa pelo município a rodovia BR-163.
Em sua área está parte do Parque Nacional do Iguaçu, reserva nacional que compreende vários municípios paranaenses, conhecido mundialmente pelas Cataratas do Iguaçu.
Embora a grafia correta seja Santa Teresa, a forma tradicional permanece como oficial.